# Coronel João Pessoa
Coronel João Pessoa est une municipalité brésilienne située dans l'État du Rio Grande do Norte.